# Isles-Typ
Der Isles-Typ war ein Serien-Tankschifftyp, der während des Zweiten Weltkriegs auf britischen Werften gebaut wurde. Die Einheiten zählen zur Gruppe der Empire-Schiffe.

## Beschreibung
Die Serie wurde im Auftrag des Ministry of War Transport (MOWT) gebaut. Der Entwurf des Isles-Typ war mit einer Länge von rund 43 Metern und einer Tragfähigkeit von rund 300 Tonnen der kleinste während des Zweiten Weltkriegs in Serie gebaute britische Standard-Tankschiffstyp. Als Antriebsanlage diente jeweils ein Dieselmotor. Alle vier Einheiten wurden 1944/45 von J. Harker in Knottingley abgeliefert und erhielten zweiteilige Namen mit Empire und einem angehängten britischen Inselnamen.

## Die Schiffe
| Isles-Typ       | Isles-Typ          | Isles-Typ   | Isles-Typ                  |
| Bauname         | Bauwerft/Baunummer | Ablieferung | Spätere Namen und Verbleib |
| --------------- | ------------------ | ----------- | -------------------------- |
| Empire Alderney | Harker/-           | 1944        | -                          |
| Empire Lundy    | Harker/-           | 1944        | -                          |
| Empire Anglesey | Harker/-           | 1945        | -                          |
| Empire Guernsey | Harker/-           | 1945        | -                          |
| Daten:          |                    |             |                            |